# ヴォログダ
ヴォログダ（Вологда, Vologda）は、ロシア連邦ヴォログダ州の州都。人口は約31万人（2021年）。スホナ川・北ドヴィナ川を経て白海に流れるヴォログダ川(ru:Вологда (река))に臨む。モスクワから北に約500km。

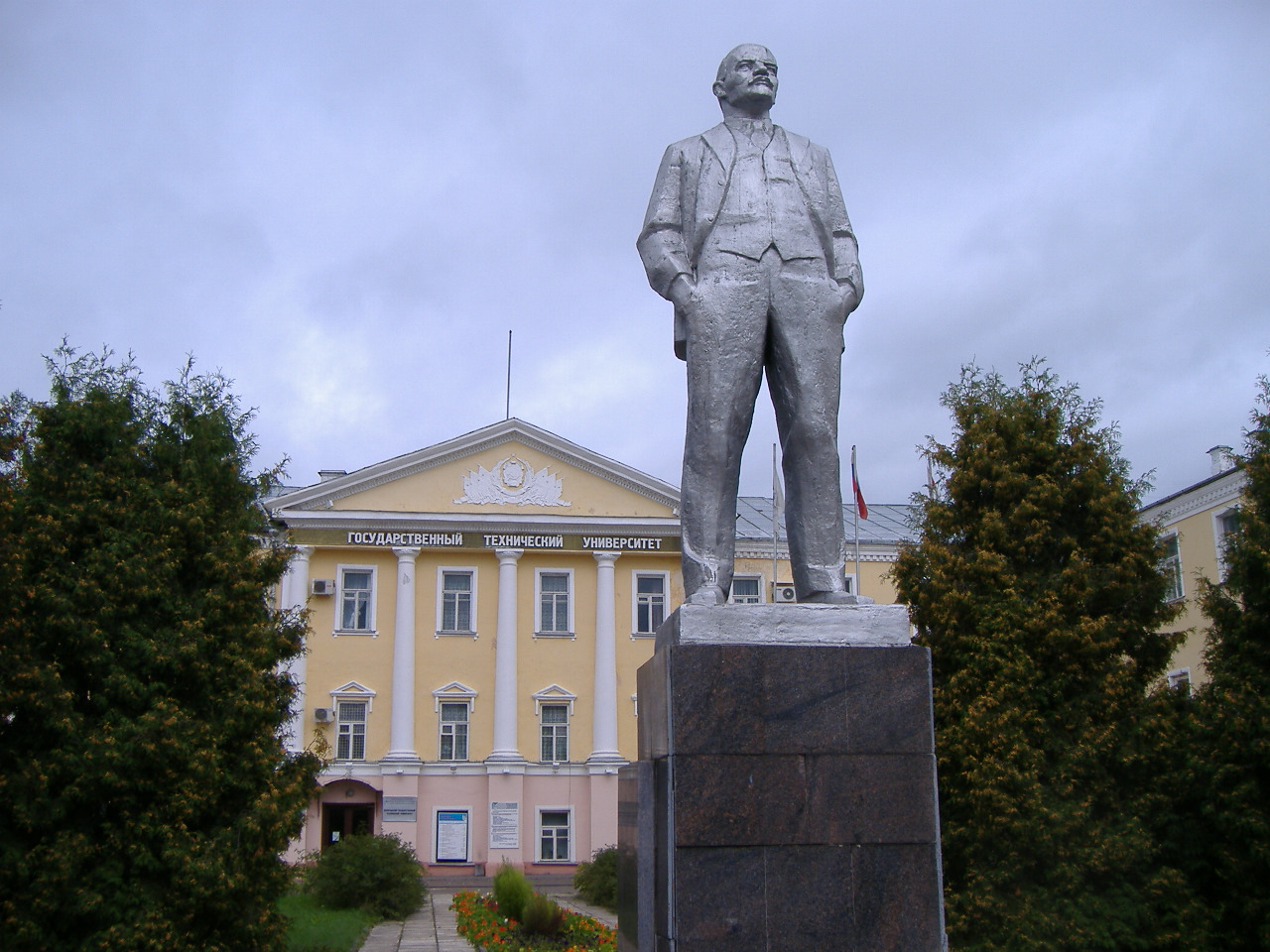
州立技術大学とレーニン像

ロシアでは高品質のチーズやバターで有名。

## 歴史
1147年のノヴゴロド公国の年代記にヴォログダへの最初の言及が見られる。通り抜けられないほど深い森の中に村と教会がありノヴゴロドの人が住んでおり、白海から遡ってきた小舟をヴォログダ川から引き上げ、ヴォルガ川の支流まで運んでいた。彼らはこうして北欧や白海からギリシアやペルシャまで交易をしていた。1273年にはモンゴル帝国の襲撃を受けている。
ヴォログダ中心地から2kmの場所にはスパソ＝プリルツキー修道院(ru:Спасо-Прилуцкий монастырь)が建っているが、これは1371年にラドネジの聖セルギイの弟子の一人が創建したものである。ドミトリイ・ドンスコイの保護下でこの修道院は北部有数の大地主へと急成長した。現在の建物は大動乱期にポーランド軍に攻められた後に修復されたものである。ソ連時代に修道院は閉鎖され博物館へと変わった。
1412年にはノヴゴロド公国からモスクワ大公国に割譲され、最北部の前哨地となり、ヴォログダが初めて重要な地となった。15世紀末までにはヴォログダは従来の中心都市だったベロゼルスクに代わりロシア北方の中心的な都市となった。

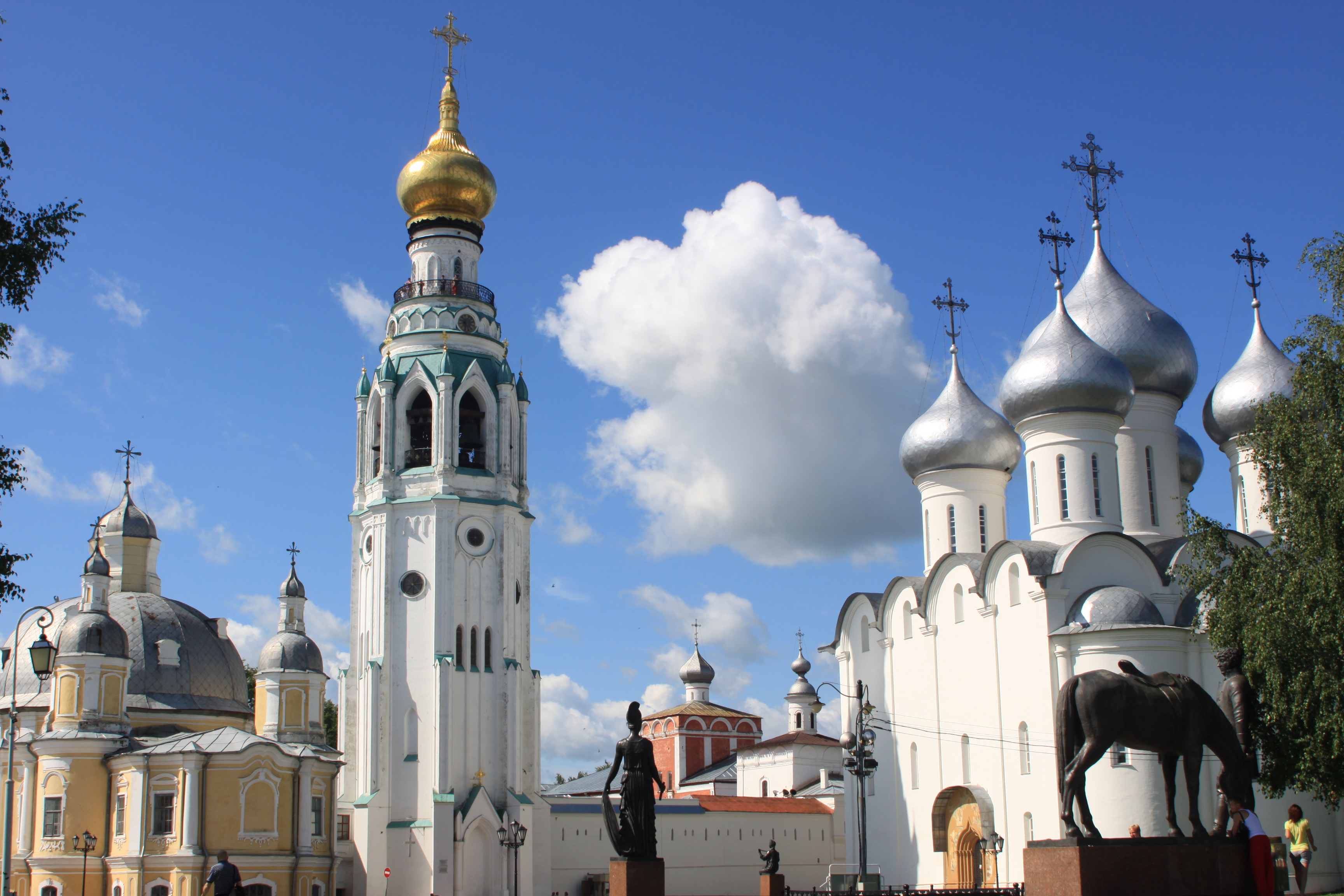
ヴォログダのソボルナヤ広場（聖堂広場）

イヴァン雷帝の命によって、1570年に当時のロシアでは最も大きな聖堂の一つ聖ソフィア大聖堂が完成した。以後、北ドヴィナ川や白海を経由したヨーロッパとの交易（イギリスのムスコヴィ会社など）が盛んになるにつれて、ヴォログダは飛躍的な発展を遂げた。また、スホナ川やヴィチェグダ川を通じてのシベリアとの交易においてもヴォログダの果たした役割は大きい。
1780年にエカチェリーナ2世によってヴォログダ県の県都とされた。

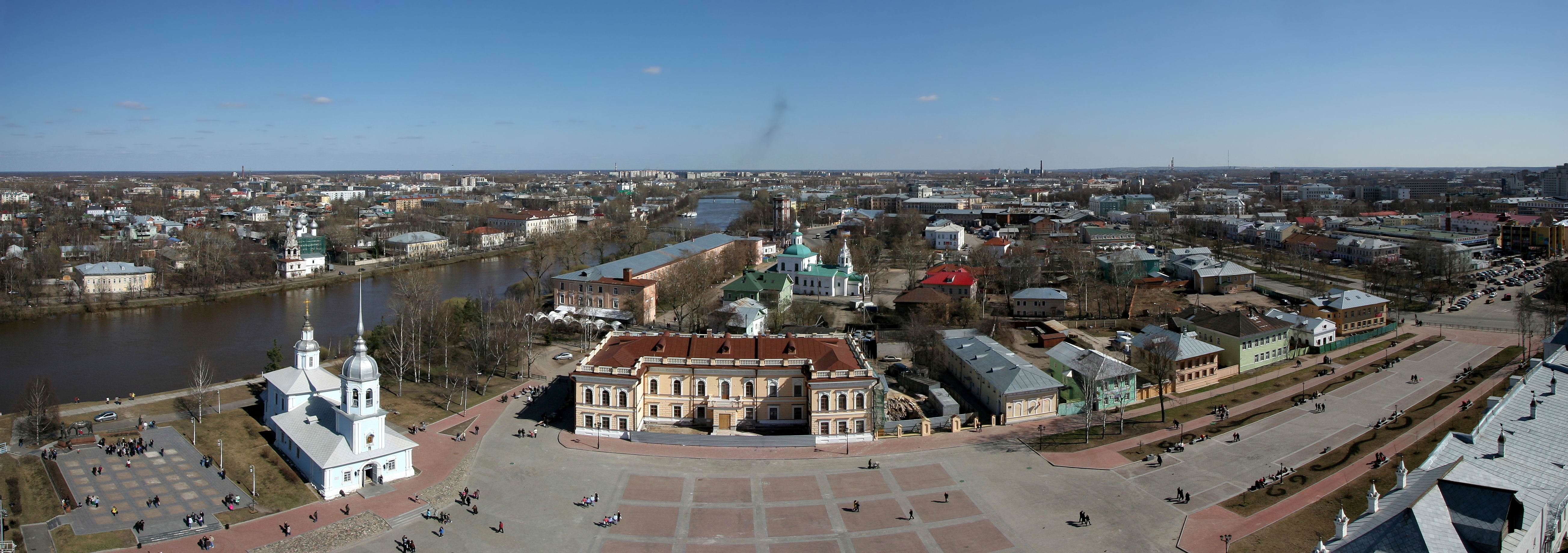
ヴォログダのパノラマ

## 姉妹都市
- ズヴォレ、オランダ
- ミシュコルツ、ハンガリー
- ロンドンデリー、アメリカ合衆国
- コウヴォラ、フィンランド
- ストラスブール、フランス
- エランクール、フランス
- フロドナ、ベラルーシ
- ブルガス、ブルガリア

## ヴォログダ出身の人物
- ウラジーミル・ギリャロフスキー - 作家。帝政末期からソ連時代にかけて活躍。
- ヴァルラーム・シャラーモフ - アレクサンドル・ソルジェニーツィンと並ぶソ連時代の反体制作家。